# Aparasphenodon bokermanni
Espèce
Statut de conservation UICN

 DD  : Données insuffisantes
Aparasphenodon bokermanni est une espèce d'amphibiens de la famille des Hylidae.

## Répartition
Cette espèce est endémique du Brésil. Elle se rencontre à Iguape dans l'État de São Paulo et à Guaramirim dans l'État de Santa Catarina.

## Description
Le spécimen adulte femelle observé lors de la description originale mesure 71,1 mm de longueur standard.

## Étymologie
Cette espèce est nommée en l'honneur de Werner Carl August Bokermann.

## Publication originale
- Pombal, 1993 : New species of Aparasphenodon (Anura: Hylidae) from southeastern Brazil. Copeia, vol. 1993, no 4, p. 1088-1091 (texte intégral).